# 四呼
四呼（しこ）とは中国の伝統的な学問である音韻学の術語。音韻学では明代以降の韻母（母音または母音＋末子音）を韻頭・韻腹の口の形に基づき、開口呼・斉歯呼・合口呼・撮口呼の四つに分類した。

## 概要
四呼は、宋代以降の後期中古音の韻類を分類した等呼に由来しており、唇が丸みを帯びるか否かという開口呼と合口呼の2大分類をし、それを主母音の位置によってさらに細かく四等に分けるといったものであった。
明代になると新しい分類が試みられるようになり、新たな呼が創出された。清代、潘耒の『類音』で、これが四呼にまとめられ、現在の中国語学でも使用されている。
1. 開口呼 - 韻頭・韻腹にiやu、yの音を伴わない韻母
2. 斉歯呼 - 韻頭・韻腹がiで構成される韻母
3. 合口呼 - 韻頭・韻腹がuで構成される韻母
4. 撮口呼 - 韻頭・韻腹がyで構成される韻母

日本語では開口呼・合口呼をまとめて「直音」、斉歯呼と撮口呼をまとめて「拗音」と呼ぶが、現代中国語では「洪音・細音」という語を用いる。
現代中国語（普通話）の韻母は次のように四呼で分類されている。
|          | 開口呼 | 斉歯呼 | 合口呼 | 撮口呼 |
| -------- | ------ | ------ | ------ | ------ |
| 開韻尾   | a      | ia     | ua     |        |
| 開韻尾   | e      | ie     | uo     | üe     |
| 開韻尾   | -i     | i      | u      | ü      |
| 母音韻尾 | ai     |        | uai    |        |
| 母音韻尾 | ei     |        | uei    |        |
| 母音韻尾 | ao     | iao    |        |        |
| 母音韻尾 | ou     | iou    |        |        |
| 母音韻尾 | er     |        |        |        |
| 鼻音韻尾 | an     | ian    | uan    | üan    |
| 鼻音韻尾 | en     | in     | uen    | ün     |
| 鼻音韻尾 | ang    | iang   | uang   |        |
| 鼻音韻尾 | eng    | ing    | ueng   |        |
| 鼻音韻尾 | ong    | iong   |        |        |